# Tetsuya Mizuguchi
Tetsuya Mizuguchi (水口 哲也?, Mizuguchi Tetsuya; Sapporo, 22 maggio 1965) è un autore di videogiochi giapponese.
Ex-dipendente della SEGA, ha collaborato nella creazione di numerosi giochi tra cui Sega Rally Championship, Space Channel 5, Rez, Lumines, Meteos e Child of Eden. Nel 2003 ha fondato Q Entertainment. Nel 2013 ha lasciato la società e l'anno seguente ha creato Enhance Games, di cui è diventato amministratore delegato.

## Giochi

### Produttore
- Megalopolice - Tokyo City Battle (1994; Arcade)
- Sega Rally Championship (1995; Arcade, Sega Saturn, PC) AM5
- Manx TT Superbike (1995; Arcade)
- Sega Rally 2 (1998; Arcade, Dreamcast, PC) AM5
- Space Channel 5 (1999; Dreamcast, PS2) United Games Artists
- Rez (2001; Dreamcast, PS2) UGA
- Space Channel 5: Part 2 (2002; Dreamcast, PS2) UGA
- Lumines (2004; PSP, PS2, PC) Q Entertainment
- Lumines Live! (2006; Xbox 360) Q Entertainment
- Lumines II (2006; PSP) Q Entertainment
- Ninety-Nine Nights (2006; Xbox 360) Q Entertainment, Phantagram

### Regista
- Child of Eden (2011; Xbox 360, PS3) Q Entertainment, Ubisoft

### Executive producer
- Meteos (2005; Nintendo DS) Q Entertainment
- Every Extend Extra (2006; PSP) Q Entertainment
- Gunpey (2006; Nintendo DS, PSP) Q Entertainment
- Every Extend Extra Extreme (2007; Xbox 360) Q Entertainment